# Taraszyszki (przystanek kolejowy)
Taraszyszki (lit. Terešiškės, ros. Тяряшишкес) – przystanek kolejowy w miejscowości Taraszyszki, w rejonie wileńskim, na Litwie. Leży na linii Równe – Baranowicze – Wilno.